# Llynfaes
Llynfaes és un llogaret de la comunitat de Bodffordd, a l'illa d'Anglesey, Gal·les. Llynfaes es troba a 134,3 milles (216,1 quilòmetres) de Cardiff i a 217,2 milles (349,5 quilòmetres) de Londres. Està representat a l'Assemblea Nacional pel polític del Rhûn ap Iorwerth (Plaid Cymru) Albert Owen (Treball).